# Es war die Nacht der ersten Liebe
Es war die Nacht der ersten Liebe – singel niemieckiego piosenkarza Thomasa Andersa, wydany 17 kwietnia 1981 roku.

## Lista utworów
| Nr | Tytuł utworu                        | Długość |
| -- | ----------------------------------- | ------- |
| 1. | „Es War Die Nacht Der Ersten Liebe” | 4:17    |
| 2. | „Mädchen So Wie Du”                 | 3:52    |
|    |                                     | 8:09    |